# Callargyra
Callargyra là một chi bướm đêm thuộc họ Noctuidae.